# Frère et Soeur
Frère et Soeur é um filme francês de 2022 do gênero drama, escrito e dirigido por Arnaud Desplechin e estrelado por Marion Cotillard e Melvil Poupaud como dois irmãos que são forçados a se reencontrar pela primeira vez em mais de 20 anos após a morte dos pais. O filme foi selecionado para competir pela Palma de Ouro no Festival de Cannes em maio de 2022, e foi lançado nos cinemas da França em 20 de maio de 2022.

## Sinopse
Alice, uma atriz, e Louis, um professor, são dois irmãos que não se falam há mais de 20 anos e são forçados a se reencontrar após a morte dos pais.

## Elenco
- Marion Cotillard como Alice
- Melvil Poupaud como Louis
- Golshifteh Farahani
- Cosmina Stratan como Lucia
- Patrick Timsit
- Benjamin Siksou

## Produção
Em 12 de abril de 2021, Arte France Cinéma anunciou seu apoio para o próximo filme de Arnaud Desplechin, Frère et Soeur, que marca o retorno da parceria entre Desplechin com a atriz Marion Cotillard após o filme Os Fantasmas de Ismael de 2016, e com o ator Melvil Poupaud após Um Conto de Natal de 2008. A atriz Golshifteh Farahani foi anunciada no elenco em 16 de janeiro de 2022. Grégoire Hetzel compôs a trilha sonora do filme.
O filme é uma co-produção entre a Why Not Productions e a Arte France Cinéma.

### Filmagens
As filmagens aconteceram em Paris em outubro de 2021, e em Lille e Roubaix na França entre novembro e dezembro de 2021.

### Marketing
A primeira imagem do filme com Marion Cotillard foi divulgada em 16 de abril de 2022.
O distribuidor Francês Le Pacte divulgou o primeiro poster do filme no Twitter em 25 de abril de 2022. Em 27 de abril de 2022, oito imagens do filme foram divulgadas.

## Lançamento
O filme fez sua estreia mundial no 75º Festival de Cannes na competição oficial pela Palma de Ouro em maio de 2022. O distribuidor Le Pacte lançou o filme nos cinemas da França ao mesmo tempo de sua estreia em Cannes, em 20 de maio de 2022.

## Prêmios e indicações
| Cerimônia            | Data da cerimônia  | Categoria     | Recipiente(s)     | Resultado | Ref(s) |
| -------------------- | ------------------ | ------------- | ----------------- | --------- | ------ |
| Cannes Film Festival | 28 de maio de 2022 | Palma de Ouro | Arnaud Desplechin | Indicado  | [ 7 ]  |